# マーシャル糸状虫
マーシャル糸状虫（マーシャルしじょうちゅう、学名：Setaria marshalli）は、ヒツジ、ヤギ、ウシの腹腔に寄生する線虫の1種。体長は♂4.6-6.0cm、♀6.2-12.5cm、中間宿主はシナハマダラカ、オオクロヤブカ、トウゴウヤブカ。感染様式は胎盤感染が主。成虫は無害とされる。